# Mazda Soccer Club 1990-1991
Questa voce raccoglie le informazioni riguardanti il Mazda Soccer Club nelle competizioni ufficiali della stagione 1990-1991.

## Stagione
Presentatosi ai nastri di partenza della stagione con l'innesto dello statunitense Dan Calichman, il Mazda iniziò la stagione uscendo ai quarti di finale di coppa di Lega e al secondo turno di Coppa dell'Imperatore, in entrambi i casi per mano del Nissan Motors. In campionato la squadra staccò nettamente le altre concorrenti in vetta, concludendo al secondo posto valido per la promozione in prima divisione.

## Maglie e sponsor
Le maglie, prodotte dall'Adidas, recano sulla parte anteriore il logo della Mazda.
| Manica sinistra · Manica sinistra · Maglietta · Maglietta · Manica destra · Manica destra · Pantaloncini · Calzettoni |

## Rosa
| N. |                        | Ruolo | Calciatore           |
| -- | ---------------------- | ----- | -------------------- |
| 1  | Giappone (bandiera)    | P     | Kazuya Maekawa       |
| 2  | Giappone (bandiera)    | D     | Shigekazu Nakamura   |
| 3  | Giappone (bandiera)    | D     | Hiroshi Matsuda      |
| 4  | Inghilterra (bandiera) | D     | Tony Henry           |
| 6  | Stati Uniti (bandiera) | D     | Dan Calichman        |
| 7  | Giappone (bandiera)    | C     | Shinichiro Takahashi |
| 8  | Giappone (bandiera)    | C     | Yahiro Kazama        |
| 9  | Giappone (bandiera)    | A     | Takumi Shima         |
| 10 | Giappone (bandiera)    | C     | Hirofumi Zaima       |
| 11 | Scozia (bandiera)      | A     | Scott McGarvey       |
| 13 | Giappone (bandiera)    | D     | Hirofumi Yamanishi   |
| 14 | Giappone (bandiera)    | A     | Masakazu Kōda        |
| 17 | Giappone (bandiera)    | C     | Mitsuhiko Ogata      |

| N. |                     | Ruolo | Calciatore          |
| -- | ------------------- | ----- | ------------------- |
| 18 | Giappone (bandiera) | C     | Shinji Kobayashi    |
| 19 | Giappone (bandiera) | A     | Takashi Kawamura    |
| 20 | Giappone (bandiera) | C     | Hidekazu Orita      |
| 21 | Giappone (bandiera) | A     | Eiji Hirata         |
| 22 | Giappone (bandiera) | D     | Yasuyuki Satō       |
| 23 | Giappone (bandiera) | P     | Kazumasa Kawano     |
| 24 | Giappone (bandiera) | A     | Teruyuki Tahara     |
| 26 | Giappone (bandiera) | D     | Tomohiro Katanosaka |
| 27 | Giappone (bandiera) | C     | Hajime Moriyasu     |
| 28 | Giappone (bandiera) | C     | Akinobu Yokuichi    |
| 29 | Giappone (bandiera) | D     | Mitsuhiko Ogata     |
| 31 | Giappone (bandiera) | D     | Kenji Kita          |

## Statistiche

### Statistiche di squadra
| Competizione          | Punti | Totale | Totale | Totale | Totale | Totale | Totale | DR  |
| Competizione          | Punti | G      | V      | N      | P      | Gf     | Gs     | DR  |
| --------------------- | ----- | ------ | ------ | ------ | ------ | ------ | ------ | --- |
| JSL Division 2        | 74    | 30     | 24     | 2      | 4      | 76     | 17     | +59 |
| JSL Cup               | -     | 3      | 1      | 1      | 1      | 5      | 3      | +2  |
| Coppa dell'Imperatore | -     | 2      | 1      | 0      | 1      | 3      | 3      | 0   |
| Totale                |       | 35     | 26     | 3      | 6      | 84     | 23     | +61 |